# Prince Charles Mountains
Die Prince Charles Mountains sind eine Bergkette im Mac-Robertson-Land in der Antarktis.
Sie bestehen hauptsächlich aus der Athos Range, der Porthos Range und der Aramis Range. Zusammen mit einigen anderen Anhöhen ist dieses Gebirge über 400 km lang und wird im Norden vom benachbarten Mount Starlight und im Süden von den Goodspeed-Nunatakkern begrenzt.
Diese Berge wurden von der United States Navy während der Operation Highjump in den Jahren 1946 und 1947 aus der Entfernung entdeckt und fotografiert.
In den Jahren 1954 bis 1961 wurden sie von den Australian National Antarctic Research Expeditions geologisch erforscht und kartiert. Dabei wurden größere Eisenerzvorkommen entdeckt. Ein Abbau wäre aufgrund des relativ geringen Eisengehalts im Gestein (zwischen 34 und 57 %) und der hohen Transportkosten nicht wirtschaftlich durchführbar.
Das Antarctic Names Committee of Australia (ANCA) benannte das Gebirge 1956 nach dem damaligen britischen Thronfolger Prinz Charles, dem heutigen König Charles III. (* 1948).